# Pogonosoma
Pogonosoma là một chi ruồi thuộc họ Ruồi ăn sâu, gồm khoảng 17 loài đã được mô tả khoa học.

## Species
Dưới đây là 17 loài thuộc chi Pogonosoma:
- Pogonosoma albopilosum Meijere, 1913 c g
- Pogonosoma basifera (Walker, 1861) c g
- Pogonosoma beccarii Rondani, 1875 c g
- Pogonosoma bleekeri (Doleschall, 1858) c g
- Pogonosoma cedrusa Ricardo, 1927 c g
- Pogonosoma crassipes (Fabricius, 1805) c g
- Pogonosoma cyanogaster Bezzi, 1916 c g
- Pogonosoma dorsatum (Say, 1824) i c g b
- Pogonosoma funebris Hermann, 1914 c g
- Pogonosoma lugens Loew, 1873 c g
- Pogonosoma maroccanum (Fabricius, 1794) c g
- Pogonosoma minor Loew, 1869 c g
- Pogonosoma ridingsi Cresson, 1920 i c g b
- Pogonosoma semifuscum Wulp, 1872 c g
- Pogonosoma stigmaticum Wulp, 1872 c g
- Pogonosoma unicolor Loew, 1873 c g
- Pogonosoma walkeri Daniels, 1989 c g

Nguồn dữ liệu: i = ITIS, c = Catalogue of Life, g = GBIF, b = Bugguide.net